# Maria Anna de Copons i de Armengol
Maria Anna de Copons i de Armengol, född 1687, död 1757, var en spansk agent. Hon är berömd för att ha tjänstgjort som spion under det 
Spanska tronföljdskriget och genom sina kontakter i Bourbon-partiet förmedlat uppgifter till det österrikiska partiets spionchef Salvador Lleonart. 